# Vicente López Tovar
Vicente López Tovar (Madrid, 1909 - Toulouse, 1998) fue un militar, político y guerrillero antifranquista español. Participó activamente en la guerra civil española y más tarde en la Segunda Guerra Mundial, destacándose en la resistencia antinazi. 

## Biografía

### Primeros años
Hijo de una dama de la burguesía de Burgos y de un señor de Manises, en su infancia y juventud vivió sucesivamente en Argentina (donde falleció su padre), Valencia, Madrid y Barcelona, donde se formó y trabajó como fotógrafo. En 1932, ya en tiempos de la Segunda República Española, desertó del servicio militar, aunque finalmente aprendió instrucción en Montjuich. Viajó a Madrid de nuevo y en horario no laboral empleaba el tiempo libre en vender el periódico Mundo Obrero, actividad que le supuso ser atacado y herido por falangistas en febrero de 1936. En julio del mismo año fue uno de los participantes en el asalto al centro principal de la sublevación que dio origen a la Guerra Civil en Madrid, el Cuartel de la Montaña.

### Guerra civil española
Miembro del Partido Comunista de España (PCE) desde las elecciones generales de 1936 que dieron el triunfo al Frente Popular. Durante la Guerra Civil se formó en el Quinto Regimiento del Ejército Popular Republicano. Fue sucesivamente teniente y capitán de la 2.ª Compañía del Batallón Thaelman, luchando como comandante del Batallón de Hierro en el asedio del Alcázar de Toledo contra Moscardó, y en Guadarrama, Navacerrada y Somosierra. Herido por un impacto de obús ya en el frente del Ebro, una vez recuperado comandó el 4.º batallón de la 18.ª Brigada Mixta, la 53.ª Brigada Mixta y estuvo al mando de la 46.ª División desde principios de octubre de 1938 hasta el 17 de enero de 1939 (sustituyendo a Domiciano Leal) con la que participó en la Batalla del Ebro y, más tarde, en la Retirada de Cataluña, hasta ser relevado por Rodolfo Bosch Pearson, mayor de Milicias.
Entre el 9 y 10 de febrero de 1939 se vio obligado a pasar los Pirineos, en compañía del general Modesto, pero ocho días más tarde volvió a España bajo las órdenes de Juan Negrín.

### Segunda Guerra Mundial
Terminada la guerra, volvió a Francia el 7 de marzo de 1939 donde fue pensionado con 1000 francos por el SERE durante un tiempo. Exiliado en este país se estableció en Gaillac, contactó con el diputado del Partido Comunista Francés Gabriel Péri y con Marcel Clouet, y trabajó como fotógrafo hasta huir tras ser avisado por Maurice Espitallier de la ocupación nazi de Toulouse en noviembre de 1942 y estar en búsqueda por parte de la Gestapo. Emboscado cerca de Foix, participó bajo el nombre de Fernand en la creación de una empresa de carbón de leña como tapadera para la concentración y adiestramiento de guerrilleros. Poco más tarde fundó la 3.ª Brigada de GE que se integró a la Main d'Oeuvre Immigrée (MOI) (Mano de Obra Inmigrante), organización del Partido Comunista Francés que encuadraba el maquis extranjero tras la ocupación nazi de Francia.
Durante la Segunda Guerra Mundial alcanzó el grado de coronel (conocido como Coronel Albert), jefe de la XV División de la Agrupación de Guerrilleros Españoles y comandante de las seis Brigadas de la 4.ª División de la AGE. A partir de 1944 se distinguió en varios actos con la Resistencia francesa entre los que destacan el sabotajes del tráfico ferroviario de la Dordoña, Lot y Corrèze, el incendio de la destilería Got y diversas emboscadas a los soldados alemanes en Cenac o Chavenet entre muchos. Mantuvo contactos con el Estado Mayor gaullista en Londres gracias a André Malraux, alias Coronel Berger.
Desmovilizado el 31 de marzo de 1945, fue nombrado caballero de la Legión de Honor por el Gobierno francés presidido por Georges Bidault, así como también fue galardonado con la Cruz de Guerra y la Medalla de la Resistencia.

#### Operación Reconquista de España
En agosto de 1944 no aceptó la orden del Estado Mayor francés de ir a combatir a la zona del Atlántico, a la Pointe de Grave en Le Verdon-sur-Mer.

Eran los franceses los que debían terminar la guerra. Los alemanes estaban sitiados, sólo se había de esperar a que se rindiesen. Nosotros habíamos tenido ya demasiadas pérdidas
Vicente López Tovar

Debido a su prestigio, en octubre del mismo año fue encargado de dirigir la invasión del Valle de Arán con la creación de la 204.ª División, formada por 12 brigadas. La expedición fue un fracaso y el 25 de octubre de 1944 se le ordenó regresar a Francia. La dirección del Partido Comunista culpó del fracaso a él y a Jesús Monzón.

### La guerrilla y el exilio
Entre 1945 y 1947 se dedicó a formar guerrilleros bajo las órdenes de dirigentes del PCE en una escuela creada en el Monte de Cagire, en Juzet d'Izaut, zona francesa muy próxima al Valle de Arán. Entre 1946 y 1948 fue cofundador del Hospital Varsovia en Toulouse y malvivió en la ciudad como supervisor del Enterprise Forestier y como fotógrafo por calles y ferias, pero fue especialmente popular por su trabajo en bodas. Tras vivir en diversas poblaciones francesas como Levignac, Lezat o Mondonville, en septiembre de 1950 sufrió la persecución a que se vieron sometidos 196 excomandantes de los GE acusados por el PCE de presuntos quintacolumnistas.
En 1963, junto con los exmilitares republicanos Juan Perea Capulino y José del Barrio Navarro, fundó un nuevo movimiento republicano llamado Movimiento por la III República en la Argelia independiente, figurando como vicepresidente del Estado Mayor Central en el Consejo de Gobierno. Unos años más tarde, en 1971, impulsó un amical con el apoyo, entre otros, del exbrigadista Ilario Plinio o Antonio Cervera, asociación destinada a restaurar el campo de internamiento de Vernet d'Ariège en total abandono tras finalizar la guerra y en el que se encuentran enterrados 95 brigadistas y 58 españoles.
Hasta la muerte de Francisco Franco no pudo regresar a España pero, tras algún viaje y la decepción por no proclamarse en el país una Tercera República, acabó instalándose definitivamente en la ciudad francesa de Toulouse, donde en 1976 cofundó la Asociación de Antiguos Combatientes de la República Española, la Asociación de Antiguos Guerrilleros Españoles y, en 1984, fue elegido presidente de honor junto a Aniceto Martínez de la AAFTP 4 Régimen Soleil.
Como reconocimiento por su participación en la liberación de Francia una calle de Toulouse lleva su nombre desde el año 2012.